# Puskesmas Pembantu

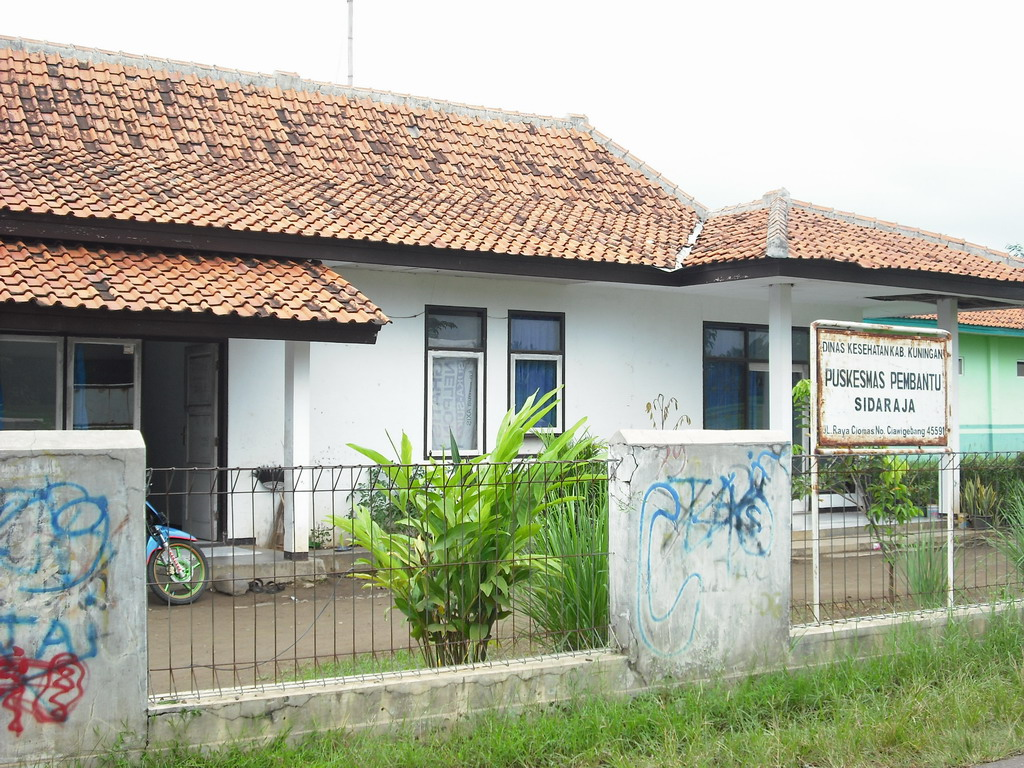
Puskesmas Pembantu Sidaraja in Kuningan, Westjava

Ein Puskesmas Pembantu (Pustu, wörtlich deutsch Hilfs-Puskesmas) ist ein medizinisches Versorgungszentrum in Indonesien. Es bildet unterhalb des Puskesmas die zweite Ebene des kommunale Gesundheitswesens des Landes (Puskesmas-Servicenetz). Innerhalb eines Distrikts helfen die Puskesmas Pembantu den Pembantu bei der medizinischen Versorgung der Bevölkerung in der geographischen Breite. Die permanenten Zentren werden vom zentralen Puskesmas aus versorgt. In der Regel versorgt ein Puskesmas Pembantu zwei bis drei Dörfer.

## Funktion
Das Puskesmas Pembantu unterstützt das Puskesmas als fester Bestandteil des Puskesmas-Systems bei seinen Aktivitäten in seinem Arbeitsbereich. So verbessern die Puskesmas Pembantu die Zugangsmöglichkeit zu Basisdiensten für die Bevölkerung, durch die vollständige Abdeckung der Gesamtfläche in großen Distrikte. So soll auch der armen Bevölkerung ermöglicht werden, Gesundheitsleistungen zu erhalten, ohne teure Transportmittel über große Distanzen in Anspruch nehmen zu müssen. Die Hilfszentren unterstützen die Einführung von Gesundheitsdiensten, der Umsetzung von Posyandu-Aktivitäten (Pos Pelayanan Terpadu, einem Programm zur Verbesserung der Gesundheit von Kindern), Impfaktionen, Gesundheitserziehung und  -überwachung, Stärkung der Volksgesundheit, Werbe- und Präventionsdiensten und anderen. In seiner Leistung liegt es zwar unter einem Puskesmas, das Puskesmas Pembantu ist aber oft für Kranke die einzige schnell erreichbare medizinische Hilfe.

## Leitung, Personal und Kontrolle
Die Leitung eines Puskesmas Pembantu obliegt einer Krankenschwester oder Hebamme, die von der Leitung des Gesundheitsamtes, auf Vorschlag des Leiters des Puskesmas, bestimmt wird. Die Mindestbesetzung eines Puskesmas Pembantu besteht aus einer Krankenschwester und einer Hebamme. Die Einrichtung ist den jeweiligen Anforderungen des Standortes, des Gebäudes, der Infrastruktur, der Ausrüstung und dem Personal angeglichen. Gebäude und Infrastruktur werden vom Distrikt zur Erhaltung der Funktionstüchtigkeit regelmäßig gewartet und geprüft.
Das Bewertungssystem verfügt über vier Stufen. Als „gut“ (Baik) wird das Puskesmas Pembantu bewertet, wenn es sich in einem guten Zustand  befindet. Bei als „leicht beschädigt“ (Rusak Ringan) bewerteten Zentren können Schäden an Türen, Fenstern inklusive Gläsern, Verriegelungen und ihren Aufhängungen oder Wandbemalung des Puskesmas Pembantu auftreten. Ist das Gebäude in den Hauptbestandteilen schwer beschädigt, zum Beispiel an Pfeilern, Fundament oder Mauern, gilt das Puskesmas Pembantu als „schwer beschädigt“ (Rusak Berat). Erst wenn das Gebäude des Puskesmas Pembantu nicht mehr verwendet werden kann, gilt es als „Totalschaden“ (Rusak Total).